# Camden (Alabama)
Camden è un comune degli Stati Uniti d'America, capoluogo della contea di Wilcox nello Stato dell'Alabama.